# Михаил Ромадин
Михаил Николаевич Ромадин (на руски: Михаил Николаевич Ромадин) е руски (съветски) живописец, график, илюстратор, филмов и театрален художник.

## Биография
Михаил Ромадин е роден през 1940 г. в Москва в семейството на известния руски пейзажист Николай Ромадин. В 1963 г. завършва Художествения факултет на ВГИК (Всесъюзен държавен институт по кинематография).
Работи като художник-постановчик на филмите „Соларис“ на режисьора Андрей Тарковски, „Първият учител“, „Историята на Ася Клячина“ и „Дворянско гнездо“ на Андрей Кончаловски.
Като театрален художник оформя постановките на балетите „Спартак“ на „Новосибирския театър за опера и балет“, и „Дон Кихот“ на театъра в Душанбе. За „Балшой театър“ прави няколко едноактни балета между които „Момичето и смъртта“. Работи и за „Московския театър на сатирата“.
Художествени творби на Ромадин се съхраняват в „Третяковската галерия“, „Държавния исторически музей“ в Москва, музеят „Питер Людвиг“ в Кьолн, в Аахен, Будапеща, Пекин, в музея „Зимерли“ („Ратгерс университет“ в САЩ), в музея „Домът на инвалидите“ и колекцията на ЮНЕСКО в Париж, в „Двореца на нациите“ в Женева, в частни колекции в Русия и други страни.

## Отличия
- „Народен художник на Русия“
- Лауреат на „Държавната премия на РСФСР“
- Почетен доктор на ВГИК
- Член на Академията за кинематографско изкуство и наука „Русия“
- Почетен гражданин на градовете Форт Уърт и Тексаркана в САЩ